# Terbutalina
A terbutalina é um fármaco do grupo dos agonistas dos receptores adrenérgicos β2, com ações broncodilatoras. É indicado na medicina no tratamento a curto prazo da asma e de obstruções pulmonares como o enfisema e a bronquite crônica. Usado também como tocolítico com o fim de retardar um possível parto prematuro, ou a ressuscitação fetal intraparto. Não se evidenciam benefícios a longo prazo com o uso de terbutalina para prevenir o parto prematuro, especialmente na comparação com a quantidade de efeitos secundários pelo uso do medicamento como tocolítico. A forma inalada da terbutalina começa a ter efeito após 15 minutos e sua ação pode durar até 6 horas. Pode causar cinetose, tremores, dor de cabeça e, no feto, hipoglicemia.

## Stereoquímica
Terbutaleno contém um estereocenter e consiste em dois enantiómeros. Este é um racemate, ou seja, uma mistura 1: 1 de (R) - e a (S) - forma:
| Enantiómeros de terbutalina | Enantiómeros de terbutalina |
| --------------------------- | --------------------------- |
| CAS-Nummer: 37394-31-3      | CAS-Nummer: 90877-48-8      |